# Gabi Reha
Gabriele „Gabi“ Reha (geboren 22. Oktober 1964 in Karlsruhe) ist eine deutsche Schwimmerin und Olympiateilnehmerin.

## Sportliche Leistungen
Die mehrfache Sportlerin des Jahres in Karlsruhe, die für den SSC startete, konnte sich bei den Deutschen Meisterschaften wiederholt auf Podesträngen über 100 und 200 m Schmetterling platzieren.
Auf beiden Strecken startete sie bei den Olympischen Spielen 1988 in Seoul und erreichte jeweils das B-Finale, wo sie die Plätze 7 bzw. 3 belegte. Mit ihren im Vorlauf über 200 m Schmetterling geschwommenen 2:13,09 min wäre sie im A-Finale auf Platz 8 gekommen. Ferner war sie Mitglied der 4 × 100-m-Lagenstaffel. Das Team (Svenja Schlicht, Britta Dahm, Gabi Reha und Marion Aizpors) konnte sich für das A-Finale qualifizieren und belegte dort Platz 7.
Gabriele Reha war mit dem Boxer Sven Ottke verheiratet und lebt seit 2008 in Sao Charlos im Staat Sao Paulo in Brasilien.